# البنك الروماني للتطوير
البنك الروماني للتطوير بالرومانية (BRD - Groupe Société Générale)، بنك روماني مُمتلك من سوسيتيه جنرال بنسبة 58,32%. في عام 2010، أحتل المركز الثاني في رومانيا كبنك، من حيث الموجودات (تقريبًا 47,49 مليار لي روماني). في مارس 2010، بلغ عدد الزبائن أكثر من 2,5 شخص.

## وصلات خارجية
- www.brd.ro -الموقع الرسمي